# Sphecodes puncticeps
Sphecodes puncticeps ist eine parasitische Biene (Kuckucksbiene) aus der Familie der Halictidae. Sie wird auf Deutsch auch Punktierte Blutbiene genannt.

## Merkmale
Sphecodes puncticeps ist eine der kleineren Arten der Gattung mit 5 bis 7 mm Länge. Die Art ist nur schwer zu bestimmen, insbesondere die Männchen können nur über die Genitalien bestimmt werden. Kopf und Thorax sind schwarz, der Hinterleib ist rot, die letzten Segmente sind schwarz. Bei den Weibchen ist vorne am Thorax, der sehr deutlich punktiert ist, eine deutliche Längsfurche. Die Mandibeln sind glatt, ohne Einkerbung oder Zahn. Bei den Männchen ist das erste Segment dunkel, ebenso die drei letzten Segmente. Das Gesicht der Männchen ist deutlich weiß behaart.

## Verbreitung
Diese Blutbiene ist fast über die ganze Paläarktis verbreitet. Sie ist von den spanischen Pyrenäen über Europa bis Südrussland verbreitet, sie kommt auch in Sibirien vor. Im Norden ist die Art bis Irland und Schottland, in Skandinavien bis über den Polarkreis hinaus 68°N und im Süden bis Sizilien und Bulgarien zu finden.
In Mitteleuropa ist sie in allen Regionen nachgewiesen und mehr oder weniger häufig.

## Lebensraum
S. puncticeps kommt vor allem in Sandgebieten vor, sowie z. B. auf Binnendünen, Magerrasen, Ruderalflächen, Sand- und Lehmgruben. Sie ist vom Flachland bis in die montane Höhenstufe verbreitet.

## Wirte
Der Hauptwirt dieser Blutbiene ist die Furchenbiene Lasioglossum villosum. Weitere Wirte sind L. brevicorne, L. politum und L. monstrificum.

## Lebensweise
Sphecodes puncticeps ist wie alle Arten der Gattung eine Kuckucksbiene, d. h. die Eier werden in Nester anderer Bienen gelegt. Die Weibchen, die keinen Pollen sammeln, fliegen von April bis Juli/August, die Männchen von Juli/Juli bis September. Näheres siehe zum Beispiel bei S. crassus.